# Serveto
Serveto (em aragonês: Serbeto) é uma localidade pertencente ao  município de Plan, na província de Huesca, comunidade autônoma de Aragão, nos Pirenéus, Espanha. Situa-se no Vale da Comuna, na comarca do Sobrarbe, a uma altitude de 1306 m. Em 2005, sua população não chegava a quarenta habitantes.
Foi de grande importância para o incipiente Reino de Aragão, como lugar de refúgio para os reis de Aragão, no dondado do Sobrarbe.